# Brendansreise
Die Brendansreise (franz. Le Voyage de Saint Brendan) ist ein Werk der altfranzösischen Literatur aus der ersten Hälfte des 12. Jahrhunderts.
Die als eine Mischung aus Heiligenlegende, Visionssbericht, Märchen und Abenteuergeschichte erscheinende Verserzählung ist eines der ersten Beispiele französischsprachiger Unterhaltungsliteratur. Ihr Autor ist ein als Person nicht näher bekannter Kleriker, der sich selbst Benediz nennt (in Literaturgeschichten aber meist Benoît oder Benedeit heißt). Die 1834 Verse sind verfasst im anglonormannischen Dialekt und in paarweise reimenden Achtsilbern, d. h. der Form, die sich inzwischen in der französischsprachigen Heiligenlegende durchgesetzt hatte. Das in sechs Handschriften erhaltene, also zu seiner Zeit offenbar erfolgreiche Werk wurde um 1120 der Königin Aelis von England gewidmet und war demnach zur Zerstreuung des englischen Königshofes gedacht, der zu jener Zeit überwiegend frankophon war.
Benediz berichtet in Anschluss an die seinerzeit im ganzen westlichen Europa verbreitete lateinische Navigatio Sancti Brandani (10. Jh.) die (fiktive) Geschichte des historischen irischen Abtes Brendan († 578), der mit vierzehn seiner Mönche zu einer Seefahrt aufbricht. Diese soll ihn, wie von einem Eremiten verheißen, bis zum Paradies führen. Auf seiner siebenjährigen Odyssee begegnet er vielen seltsamen Tierwesen, findet verschiedene wundersame Inseln und den Eingang zur Hölle sowie schließlich inmitten eines Nebelringes auch das Paradies. Nachdem ein Engel ihn und die Seinen durch dessen Vorgarten geführt hat, kehrt er wieder nach Irland zurück, wo ihn seine Frömmigkeit zum Heiligen macht.